# ラクイラ地震
ラクイラ地震 (terremoto dell'Aquila) は、2009年1月から4月にかけてイタリア アブルッツォ州 ラクイラ県のラクイラ付近で発生した群発地震、およびその終盤の4月6日3時32分（中央ヨーロッパ夏時間、JST-7）に発生したマグニチュード6.3の地震のこと。同年4月30日までに300人以上の死亡が確認されており、6万人以上が家を失って避難生活を強いられた。アブルッツォ・ラーツィオ地震 (terremoto di Abruzzo e Lazio) とも呼ばれ、日本のマスメディアでは専らイタリア中部地震の呼称を用いている。
イタリアでは1980年11月23日のカンパニア州イルピニアの地震 (M6.9) 以来という大きな被害をもたらした。この地域はユーラシアプレートとアフリカプレートが衝突しており、地震が発生しやすい。

## 地震の状況

### 地震の経過
4月6日の未明の揺れに先行していくつかの小さな地震、続いて約280の余震があった。群発地震の活動は2008年12月14日に発生したマグニチュード1.8の小さな地震を最初として始まったと考えられておりとその後2009年1月16日のマグニチュード3以下の少し大きめのもの、4月9日の大地震まで継続した。
また、ラクイラの群発地震と同時期に周辺地域でもいくつか地震が発生している。2009年3月17日にM3.7、同月29日にM3.9の地震がいずれもスルモーナ付近で発生していた。
次に列挙するのは最大地震（濃い青の行）の前後数か月にラクイラ地方で起きたマグニチュード3以上の地震で、そのうち薄い青の行はマグニチュード5以上の地震である、これは「ヨーロッパ地中海地震学センター(EMSC)」の報告 と同じものである。
| 日付          | 時刻 UTC | 現地時刻  | マグニチュード | 深さ (km) |
| ------------- | -------- | --------- | -------------- | --------- |
| 2009年4月9日  | 00:52:59 | 02:52:59  | 5.1            | 5         |
| 2009年4月8日  | 23:18:06 | 01:18:06* | 3.3            | 2         |
| 2009年4月8日  | 22:56:49 | 00:56:49* | 4.3            | 10        |
| 2009年4月8日  | 17:58:35 | 19:58:35  | 3.2            | 9         |
| 2009年4月8日  | 11:35:57 | 13:35:57  | 3.5            | 11        |
| 2009年4月8日  | 10:34:09 | 12:34:09  | 3.1            | 9         |
| 2009年4月8日  | 04:27:42 | 06:27:42  | 4.0            | 2         |
| 2009年4月8日  | 03:00:35 | 05:00:35  | 3.7            | 2         |
| 2009年4月7日  | 22:43:42 | 00:43:42* | 3.0            | 9         |
| 2009年4月7日  | 22:29:50 | 00:29:50* | 3.1            | 10        |
| 2009年4月7日  | 21:39:08 | 23:39:08  | 3.7            | 2         |
| 2009年4月7日  | 21:34:30 | 23:34:30  | 4.5            | 2         |
| 2009年4月7日  | 17:47:38 | 19:47:38  | 5.6            | 13        |
| 2009年4月7日  | 10:29:10 | 12:29:10  | 3.2            | 10        |
| 2009年4月7日  | 09:30:56 | 11:30:56  | 3.5            | 10        |
| 2009年4月7日  | 09:26:28 | 11:26:28  | 4.9            | 10        |
| 2009年4月7日  | 09:26:28 | 11:26:28  | 4.3            | 10        |
| 2009年4月7日  | 08:00:53 | 10:00:53  | 3.2            | 2         |
| 2009年4月7日  | 06:15:07 | 08:15:07  | 3.0            | 11        |
| 2009年4月6日  | 23:15:37 | 01:15:37* | 5.0            | 2         |
| 2009年4月6日  | 22:47:15 | 00:47:15* | 3.7            | 2         |
| 2009年4月6日  | 21:56:55 | 23:56:55  | 3.9            | 2         |
| 2009年4月6日  | 20:03:35 | 22:03:35  | 3.2            | 2         |
| 2009年4月6日  | 16:38:10 | 18:38:10  | 4.4            | 2         |
| 2009年4月6日  | 13:14:04 | 15:14:04  | 3.2            | 10        |
| 2009年4月6日  | 10:36:18 | 12:36:18  | 3.5            | 10        |
| 2009年4月6日  | 10:12:36 | 12:12:36  | 3.5            | 2         |
| 2009年4月6日  | 09:59:29 | 11:59:29  | 3.1            | 10        |
| 2009年4月6日  | 07:17:16 | 09:17:16  | 4.4            | 30        |
| 2009年4月6日  | 06:48:15 | 08:48:15  | 3.0            | 8         |
| 2009年4月6日  | 05:15:28 | 07:15:28  | 3.1            | 4         |
| 2009年4月6日  | 04:47:54 | 06:47:54  | 3.9            | 2         |
| 2009年4月6日  | 04:16:40 | 06:16:40  | 3.2            | 10        |
| 2009年4月6日  | 04:08:45 | 06:08:45  | 3.0            | 10        |
| 2009年4月6日  | 03:56:48 | 05:56:48  | 4.5            | 10        |
| 2009年4月6日  | 03:43:16 | 05:43:16  | 3.1            | 9         |
| 2009年4月6日  | 03:17:04 | 05:17:04  | 3.2            | 9         |
| 2009年4月6日  | 02:44:32 | 04:44:32  | 3.2            | 10        |
| 2009年4月6日  | 02:37:05 | 04:37:05  | 5.1            | 2         |
| 2009年4月6日  | 02:31:33 | 04:31:33  | 3.4            | 8         |
| 2009年4月6日  | 02:27:48 | 04:27:48  | 4.3            | 2         |
| 2009年4月6日  | 02:25:45 | 04:25:45  | 3.3            | 13        |
| 2009年4月6日  | 02:14:10 | 04:14:10  | 3.3            | 5         |
| 2009年4月6日  | 01:32:41 | 03:32:41  | 6.3            | 2         |
| 2009年4月5日  | 22:39:41 | 00:39:41* | 3.5            | 2         |
| 2009年4月5日  | 20:48:56 | 22:48:56  | 4.0            | 2         |
| 2009年4月3日  | 04:44:42 | 06:44:42  | 3.0            | 9         |
| 2009年3月30日 | 21:57:17 | 23:57:17  | 3.3            | 9         |
| 2009年3月30日 | 19:05:28 | 21:05:28  | 3.1            | 10        |
| 2009年3月30日 | 13:43:26 | 15:43:26  | 3.5            | 10        |
| 2009年3月30日 | 13:38:39 | 15:38:39  | 4.4            | 2         |
| 2009年3月29日 | 08:43:09 | 10:43:09  | 3.8            | 2         |
| 2009年2月22日 | 11:21:27 | 13:21:27  | 3.5            | 2         |

(*) UTC時刻に対し次の日となる

### 4月6日の大地震
マグニチュードの小さな揺れが4か月にわたって断続的に続く中、決定的な揺れが2009年4月6日3時32分に発生した。イタリア国立地球物理学火山学研究所(INGV)はマグニチュード(ML)5.8（モーメント・マグニチュード=Mwでは6.3とされている）、直下型地震であり、地下約1.2キロのごく浅い場所で断層が動いたため、被害が拡大したとみられている。 震度は改正メルカリ震度階級でVIII〜IXと推定されている。また、日本における気象庁震度階級においては、震度4程度だったとも、震度5強から6弱程度だったともいわれている。 また、地震のエネルギーは阪神・淡路大震災の8分の1程度であった。
地震はポツダムのGFZ研究所の自動地震観測装置によるとマグニチュード6.2であったとされる。この揺れはイタリア全土に伝わった。地震はアヴェッツァーノとスルモーナにパニックを引き起こした。市民保護局によると、4時37分に発生したマグニチュード5.1の余震により被害がさらに拡大したとされる。
4月6日3時32分の大地震から48時間の間に256の余震が観測されており、4月7日火曜日には150以上、そのうちマグニチュード3.0以上のものは56を数える。

## 地震の原因
イタリアは同じヨーロッパのギリシャやトルコと同様に地震の多い国であり、古代・中世以降の地震被害の記録が数多く残されている。とくにラクイラを周辺とするアペニン山脈沿いの地域ではとくに地震が多く、アマトリーチェ地震 (1639年)なども起きている。イタリアで地震が多いのは、端的に言えばユーラシアプレートとアフリカプレートの境界部分にあたり断層が多いためであるが、この地域は地質構造が日本以上に複雑で、単純なプレートの沈み込みなどでは説明できない。イタリアでは、中生代以降の地殻変動により現在のイタリア半島西岸に当たる地殻が今のコルシカ島付近から東に移動してきた。この地殻の東縁では古期地中海に当たる海洋プレートがこの地殻（アフリカプレート）に向かって沈み込み、付加体や火山帯を作りながら、現在のイタリア半島東岸に当たる地殻へと接近していった。やがて両者が衝突すると沈み込みは緩んで衝突・圧縮に変わり、アペニン山脈を形成した。現在のイタリアの地震の分布をみると、アルプスの南西端からアペニン山脈へと長い弓のように連なっており、山脈と地震帯が一致している。
ただ、この説明通りにいくと地震は圧縮力による逆断層型の地震になってしまうが、実際は引っ張りによる正断層型の地震が起きている。この原因として、古代の活動と現在の活動が違ったものになっていることが挙げられる。現在この地域の地殻変動は、カラブリア半島-シチリア島-アトラス山脈とつながる曲がりくねった海溝の沈み込み運動と、それに伴う背弧海盆であるティレニア海の拡大運動が主役となっている。この影響でヨーロッパの大地殻にくっついた不動のイタリア東岸に対して、イタリア西岸がティレニア海側に引っ張られていわば「古傷」であった逆断層を正断層として動かしている、との見方がある。観測されている断層の向き（北西-南東方向に長い）と断層の移動方向（北東-南西方向の引張力による正断層）はこれに当てはめると説明がつく。

## 被害

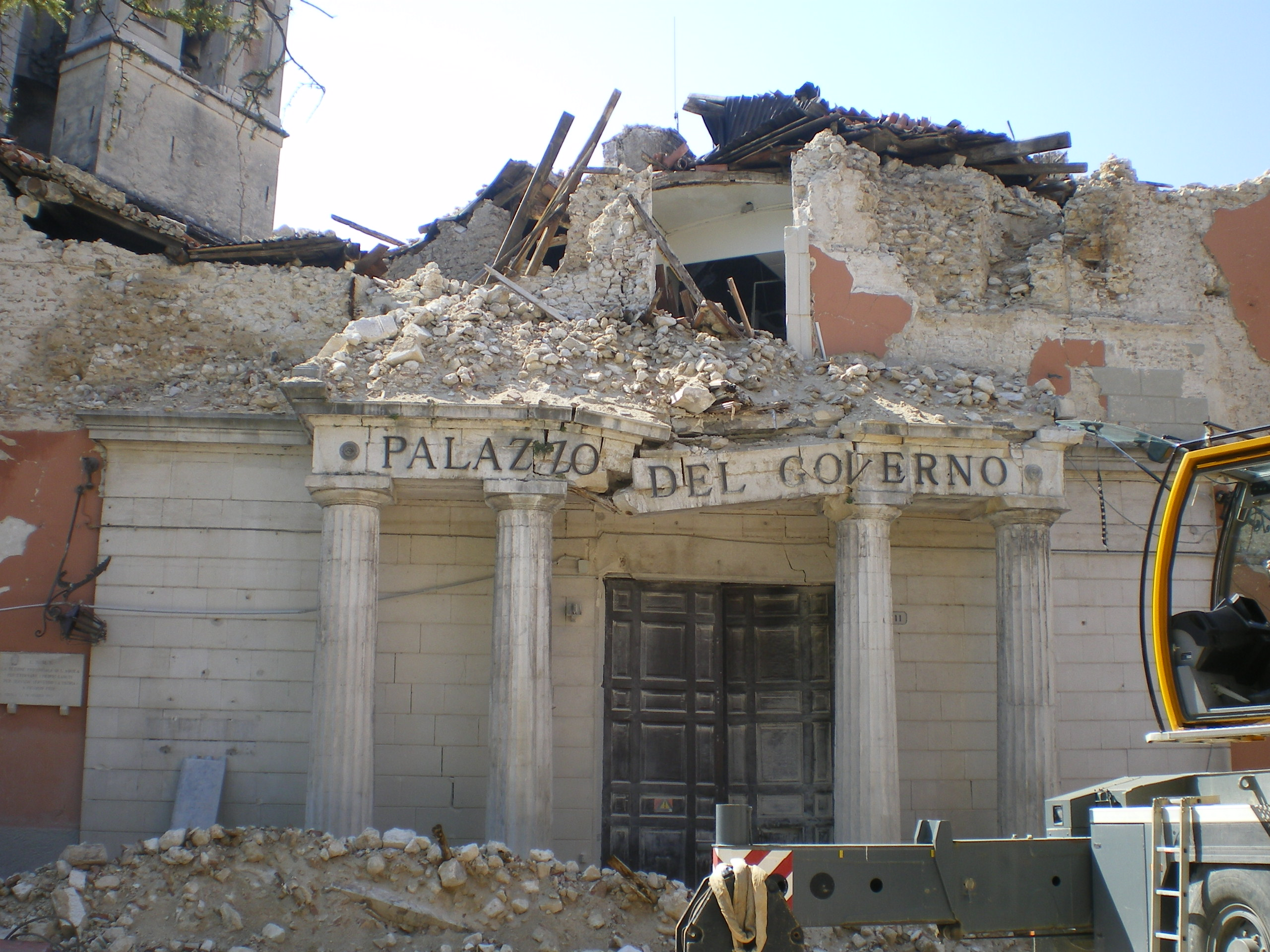
ラクイラにある政府の建物。地震により2階が損壊し、1階もひび割れるなど大きな被害を受けた。

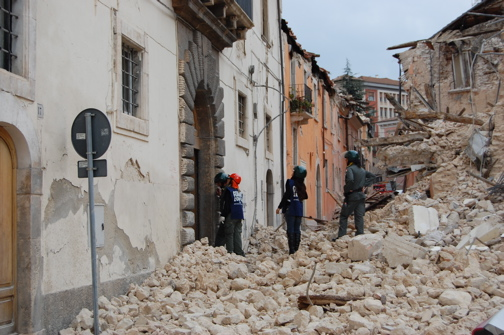
救助活動を行う人たち。道路には崩れたレンガのがれきが山のように積み重なっている。

### アブルッツォ
ラクイラ中心部の総合病院であるサン・サルヴァトーレ病院では入院施設の90%が利用できないと表明 し、患者は避難テントやアヴェッツァーノの病院、県の施設などに移送された。また、屋外の駐車場が臨時の手術室となり、仮設テントで200人近い医師や看護師が治療にあたった。 地震はアブルッツォ州全域、モリーゼ州、フォッジャ県、ウンブリア州、マルケ州、カンパーニア州、ローマで感知され、ローマ市民は恐怖により路上に飛び出した。救援を調整する中心となるはずのラクイラ県庁も崩壊した。
ラクイラ市街の特に重要な建造物も崩壊している。市の歴史的中心にあるサンテ・アニメ教会のクーポラ、学生の家の一部、県庁の建物、ホテル「ドゥーカ・デリ・アブルッツィ」。9月20日通りの状態は深刻で、多くの住居が利用不可能となっている。いくつかの家屋が部分崩壊し、アナス宮殿近くの1軒が完全に崩壊している。1万から1万5千の建物に被害があったと推測されている。
地震対応策は多数とられている。まず、高速道A24のヴァッレ・デル・サルトとアッセルジ間を閉鎖。高速道ではローマとトルニパルテ間でも7.5トンを越える積載量の通行を遮断。構造の検査のためティブルティーナ・ヴァレーリアのローマ方面へのコルフィーニオからの区間を閉鎖した。さらに政府は国家非常事態宣言を通告し、消防局の大部分と市民保護局を街の復興のためにラクイラに投入した。
この出来事は各マスメディアで広く報道された。国営テレビのネットとローカル局は事件の一時間以内には既に生放送を行った。
地震の数時間後に、余震による被害等を防ぐためにラクイラ市内は立ち入り禁止になり、上空のヘリコプターの飛行も禁止された。市民保護局は消防局と市民保護局の車両の邪魔にならないようアブルッツォ、モリーゼ、ウンブリア、マルケ方面への旅行を行わないよう要請した。最初の朝までには市民保護局長グイード・ベルトラーゾ、アブルッツォ州知事ジョヴァンニ・キオーディと市民保護局の車両の列がラクイラに到着し、昼にはシルヴィオ・ベルルスコーニ首相、ロベルト・マローニ内務大臣、アルテロ・マッテオーリインフラ・運輸大臣が現地に到着した。また、
ベルルスコーニ首相は予定していたモスクワへの訪問をとりやめ、3000万ユーロ（41億円）を被災地に投じた。

### ローマ
アブルッツォ全域に加えて首都のローマも地震の被害を受けた。3時32分の地震のため多くの住民が驚き混乱して路上に出た。
信号は激しく振動し床は40秒以上揺れていた。もっとも大きな揺れに他の2つ、4時30分頃と18時30分頃も続いた。前者はカラカラ浴場の一部を破壊 し、ドーリア通りの建物に亀裂を生じさせ（8つの入居者が慎重に避難することになった）、チェントチェッレ区のプリマヴェーラ通りにある「聖家族の娘達」学校が安定性の問題があり閉鎖となった。

### 被災地一覧
| コムーネ                                 | 県                   | 州           | 被害 | 犠牲者 |
| ---------------------------------------- | -------------------- | ------------ | --- | ------ |
| アスコリ・ピチェーノ                     | アスコリ・ピチェーノ | マルケ       | 歴史地区のサンタ・マリーア・デッラ・カリタ教会にわずかなひび。 | -      |
| アヴェッツァーノ                         | ラクイラ             | アブルッツォ | 数軒の家屋にひび。 | -      |
| ブリットリ                               | ペスカーラ           | アブルッツォ | 数軒の家屋にひびおよび崩壊。 | -      |
| チヴィテッラ・カザノーヴァ               | ペスカーラ           | アブルッツォ | 集落ヴェステアの数軒の家屋にひび、教会の鐘楼に被害。 | -      |
| カステルヴェッキオ・カルヴィージオ       | ラクイラ             | アブルッツォ | 建物の崩壊。 | -      |
| ファリンドラ                             | ペスカーラ           | アブルッツォ | 数軒の家屋にひび、学校にひびと亀裂。 | -      |
| フォッサ                                 | ラクイラ             | アブルッツォ | 建物に被害、崩壊。 | 2      |
| ゴリアーノ・シーコリ                     | ラクイラ             | アブルッツォ | 学校の建物が崩壊、サンタ・ジェンマ教会に被害。 | -      |
| ラクイラ                                 | ラクイラ             | アブルッツォ | とりわけ歴史地区で深刻な被害があった。サンタ・マリーア・ディ・コッレマッジョ聖堂の翼廊の一部、ドゥオーモの翼廊の一部、アニメ・サンテ教会のクーポラ サン・ベルナルディーノ聖堂の鐘楼と後陣、サンタゴスティーノ教会の小クーポラなどコムーネ全域で民間建造物や記念建造物などが崩壊した。他にもサン・ピエロ教会の鐘楼の一部が崩壊、サンタ・マリーア・パガーニカ教会に大きな被害アブルッツォ国立博物館が利用不能。学生の家が崩壊。 国立文書館のある県庁の建物、およびホテル「ドゥーカ・デリ・アブルッツィ」が崩壊した。ラクイラ大学とサン・サルヴァトーレ病院も非常に大きな被害を受け、集落テンペラとカマルダにも被害があった。 | 15     |
| オクレ                                   | ラクイラ             | アブルッツォ | 各種建造物とオクレ城が崩壊 | -      |
| オンナ                                   | ラクイラ             | アブルッツォ | 50%の建物が崩壊し、アテルノ＝ペスカーラ川にかかる橋に被害。 | 43     |
| パガーニカ                               | ラクイラ             | アブルッツォ | 建物とサンタ・キアーラ修道院の一部が崩壊 | 6      |
| ポッジョ・ピチェンツェ                   | ラクイラ             | アブルッツォ | 歴史地区にある建造物が崩壊 | 5      |
| ローマ                                   | ローマ               | ラーツィオ   | カラカラ浴場、集合住宅1軒、学校1軒にひび。 | -      |
| ロッカ・ディ・カンビオ                   | ラクイラ             | アブルッツォ | 100程の住居に被害 | -      |
| サン・デメートリオ                       | ラクイラ             | アブルッツォ | 建造物が崩壊およびひび | -      |
| サン・グレゴーリオ                       | ラクイラ             | アブルッツォ | 1家庭の住居が崩壊 | 5      |
| サン・ピーオ・デッレ・カーメレ           | ラクイラ             | アブルッツォ | 集落カステル・ヌオーヴォに被害:教会の壁の一部 | 5      |
| サント・ステーファノ・ディ・セッサーニオ | ラクイラ             | アブルッツォ | 歴史的建造物に大きな被害があり、メディチ家の塔が崩壊 | -      |
| スルモーナ                               | ラクイラ             | アブルッツォ | 軽微で建物の構造に影響しない被害 | -      |
| テーラモ                                 | テーラモ             | アブルッツォ | 数件の建造物にひび、サント・スピーリト教会の鐘楼の一部が崩壊 | -      |
| トータニ                                 | ラクイラ             | アブルッツォ | - | 1      |
| トルニンパルテ                           | ラクイラ             | アブルッツォ | - | 1      |
| ヴィッラ・サンタンジェロ                 | ラクイラ             | アブルッツォ | 建造物の90%が崩壊 | 8      |

## 支援

### イタリアからの支援
イタリア各地から歌手が集まり、『Domani 21/04.2009』という曲を被災者のために作成した。

### 日本からの支援
日本航空および全日空は日本の公的及び民間の機関から災害救援にあたる人を無償で飛行機に乗せるとした。 また、神戸市兵庫区のNPOである海外災害援助市民センターは、救援金を送付した。また、神戸市は見舞金100万円を送ると発表し、市議会も20万円を別途で送付した。

## この地震の予知

### グラン・サッソ国立研究所
地震発生の数週間前、グラン・サッソ国立研究所のジャンパオロ・ジュリアーニ技師は、自身のラドンガスの放射の研究に基づいた地震予測の推定方法により、近々に地震がイタリア国内で発生することを何度か予告していた。グイード・ベルトラーゾ市民保護局長はジュリアーニ技師の調査に対して、技師を煽動者とし罰則を与えた。ただ、「ラドンと地震の関係性は昔から指摘されてはいたが、電波の異常や地震雲と同様に、メカニズムは未解明」であるとされ、科学的根拠にかけるといわれている。
地震発生前のローカルTV局のインタビューで「3月の終わりに群発地震が減りつつあったので私の同郷人たちを安心させる事ができると思う」と表明したために、ジュリアーニ技師の地震予測は技術的に実際問題信頼できないとされた。結果的に大地震が発生したが、ジュリアーニ技師の予測は「時間・場所・規模」という3要素がそろっていないためか非常にあいまいなものであった。

### イタリア地震委員会
2010年6月3日までに、ラクイラの検察当局は地震の危険度を判定する国の委員会が地震発生前の3月31日に大地震の兆候がないと判断し、それが記者会見で発表されたことが被害拡大につながったとして、過失致死の疑いで捜査を始めた、と発表した。委員会側は「地震予知は極めて困難」「当時は大地震発生の可能性はとても少なかった」と反論している。
安全宣言を出した委員会メンバー7人（行政官2人、学者5人）は過失致死でラクイラ地方裁判所に起訴された。2012年9月25日に7人全員に禁錮4年が求刑され、10月22日に求刑を上回る6年の実刑判決が出された。地裁は判決理由で、学者が「メディア操作」を図る政府に癒着し従ったと批判した。
2014年11月10日、二審となるラクイラ高等裁判所では、証拠不十分を理由に一転して科学者6人に対して無罪判決を出し政府防災局のデベルナルディニス副長官には執行猶予付き禁錮2年とした。
2015年11月10日、イタリア最高裁は上告を却下し、第二審を支持したことで判決が確定した。

## 復興

### 避難と仮設住宅
この地震により62543人が自宅を失った。このうち28579人は5553張りのテントに、33964人は518のホテルに、2225人は民家に避難することを余儀なくされた。ホテルはペスカーラなどの遠く離れた場所にあった。また、イタリア市民保護局によると、ホテルに避難した10028人を除くすべての被災者が仮設住宅等に避難することができた。仮設住宅については、3種類あり、持続可能な免震エコ住宅コンプレックス(C.A.S.E.)、仮設住宅モジュール(M.A.P.)、それに仮設校舎モジュール（M.U.S.P）である。これらは順にラクイラ大学の学生寮等、公営住宅、教育施設に用いられた。

### 教会等の再建
この地震によりコッレマッジョ大聖堂やサン・ベルナルディーノ大聖堂等が被災したが、前者は2017年12月、後者は2015年に完全に復旧した。

## 参考資料
- 2009年4月6日 イタリア・ラクイラ地震被害調査速報（建築）
- 上西幸司、平成21年（2009年）4月6日イタリア中部（ラクイラ）地震被害調査速報 自然災害科学J.JSNDS  28-2167-183 (2009)
- イタリアにおける大規模災害と公共政策―2009年アブルッツォ州震災の事例を中心に―
- 吉井博明、「イタリアの防災体制とボランティアの役割」『総合都市研究』 1997年 47号 p. 121-133, NAID 120006007560, ISSN 03863506, 東京都立大学都市研究センター
- 齋藤和樹, 前田潤、「イタリア中部地震における心理社会的支援」『日本赤十字秋田看護大学・日本赤十字秋田短期大学紀要』 2010年 14号 p. 29-34, ISSN 2186-8263, NAID 110009544852